# Belloto Centro

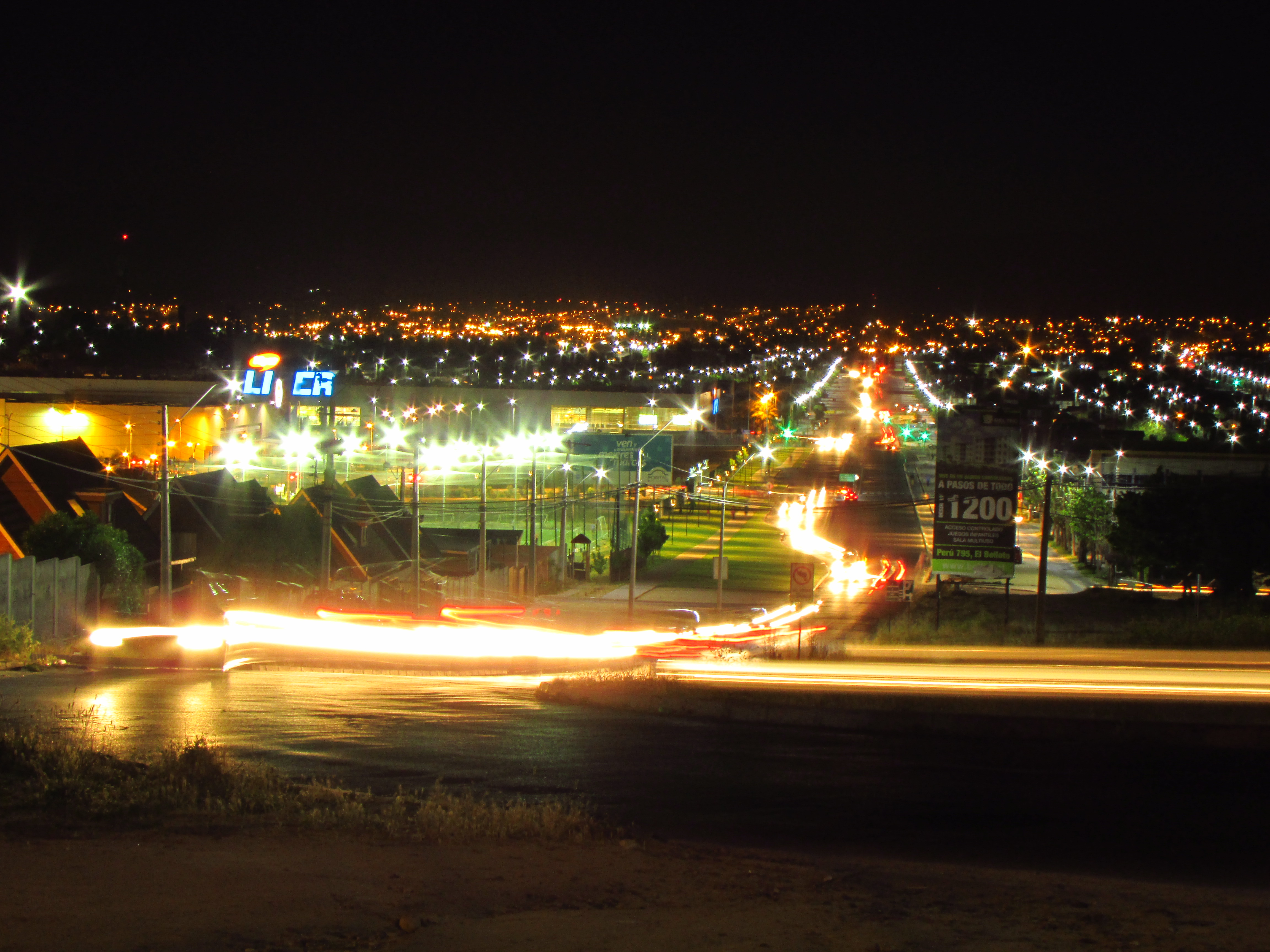
Entrando a El Belloto por el Oeste

Belloto Centro, es un barrio perteneciente a la ciudad de Quilpué, capital de la Provincia de Marga-Marga,  región de Valparaíso, Chile.
Es uno de los tres barrios que conforman el polo de desarrollo de El Belloto: Belloto Norte, Belloto Sur y Belloto Centro.
Al interior de este barrio existe el sector denominado Belloto 2000, cuyo nombre se debe a que en este sector -cuyos terrenos correspondían a un recinto naval- al año 2000 se construirían 2000 soluciones habitacionales para la población de Quilpué logrando acoger gran parte de la nueva población de la ciudad. El crecimiento ha sido paulatino año tras año. Actualmente se extiende en las inmediaciones de Avenida V Centenario.

## Historia
En el sector de Belloto 2000, durante la década de los setenta operó como base aeronaval de la Armada de Chile, las cuales estaban bajo la tuición de efectivos de la Armada, al mando del Contralmirante Ernesto Huber von Apeen.
Durante la primera época de la Dictadura Militar, esta base operó como campo de prisioneros políticos a partir del 11 de septiembre de 1973. Esta base fue utilizada como un campo de concentración de prisioneros políticos y funcionó como centro de torturas y desaparición, hay testimonios
de que se realizaron torturas y entierros de prisioneros en este lugar.
También hay un hecho histórico que fue la caída del avión Hércules que, cargado con prisioneros que serían arrojados al mar, cayó o chocó contra un cerro (hay dos versiones), tal vez por el peso de la fatídica carga que llevaban. Más tarde cuando se realizaron las obras de construcción del Plaza Belloto actual. Se habló de que se habían encontrado restos humanos, de los cuales no se sabe el paradero.
A fines de los 90, la base desapareció casi por completo, quedando solo vestigios de esta.

## Lugares de interés
En el sector de Belloto 2000, debido a su ubicación que conecta a través del Camino Troncal a El Belloto con el centro tradicional de Quilpué , posterior al año 2000 comenzó un desarrollo inmobiliario que para la actualidad se han transformado en Centros comerciales, y una enorme cantidad de viviendas.
Estos han beneficiado considerablemente el desarrollo de este barrio y de la ciudad, atrayendo una cantidad importante de habitantes de la zona.
Por estas razones, grandes empresas como D&S Chile y Cencosud, e Inmobiliarias renombradas como Icafal han decidido invertir en estos terrenos. Dada la alta concentración de población, lo que constituye un atractivo polo comercial, que genera un gran desarrollo comercial y social dentro de la ciudad y la provincia.

## Eventos

### Deporte en tu calle
Desde el 8 de junio de 2014 hasta el 28 de diciembre del mismo año, los días domingo en la Plaza Los Reyes (ubicada en El Ocaso con Av. V Centenario) se realiza la actividad "Deporte en tu calle" de forma gratuita. Esta actividad es un piloto del programa Calles Abiertas.

### Corrida Marga Marga
Es una actividad deportiva abierta a toda la comunidad, contemplando atractivos premios. Esta corrida se enmarca en las políticas deportivas que impulsa el municipio y que buscan promover la actividad física y la vida saludable en toda la población. La corrida contempla las distancias: 2,5K, 5K y 10k.
Esta se realizará el domingo 7 de diciembre a las 10:00 horas el sector de Belloto 2000.